# Warpe
Warpe là một đô thị ở huyện huyện Nienburg, trong bang Niedersachsen, nước Đức. Đô thị Warpe có diện tích 20 km².